# Daïra d'Adekar
La daïra d'Adekar est une circonscription administrative algérienne située dans la wilaya de Béjaïa et la région de Kabylie. Son chef-lieu est situé sur la commune éponyme d'Adekar.
La daïra regroupe les trois communes d'Adekar, Taourirt Ighil et Beni Ksila.
Elle se situe au nord-ouest de la wilaya de Béjaïa. 
En 2008, la daïra comptait 24 105 habitants.

## Localisation
| Mer Méditerranée, Tizi Ouzou | Mer Méditerranée | El Kseur |
| Tizi Ouzou                   | daïra de Béjaïa  | El Kseur |
| Chemini                      | Sidi-Aïch        | El Kseur |